# 앙성초등학교
앙성초등학교는 충청북도 충주시 앙성면에 있는 공립 초등학교이다.

## 학교 연혁
- 1926년 6월 1일 설립인가
- 1927년 4월 18일 앙성공립보통학교 개교
- 1938년 4월 1일 앙성공립심상소학교로 교명 변경
- 1941년 4월 1일 앙성공립국민학교로 교명 변경
- 1981년 3월 9일 병설유치원 개원
- 1984년 3월 1일 영죽국민학교 분교장으로 편입
- 1992년 3월 1일 복성국민학교 폐교 통합 (521명 배출)
- 1996년 3월 1일 앙성초등학교로 교명변경
- 1999년 3월 1일 영죽분교 폐교 통합
- 2001년 5월 25일 농촌현대화 시범학교로 선정 교사 신축
- 2007년 3월 1일 능암초등학교 폐교 통합
- 2008년 12월 8일 다목적교실 도화관 준공
- 2019년 3월 1일 강천초등학교 본교로 통합
- 2019년 5월 31일 앙성초등학교 리모델링(36억)

## 참고 자료
- 앙성초등학교 - 한국교육학술정보원 학교알리미